# Берёзовый Овраг (деревня)
Берёзовый Овраг — деревня в городском округе Семёновский Нижегородской области России. Входит в состав административно-территориального образования рабочий посёлок Сухобезводное.

## География
Деревня находится на севере центральной части Нижегородской области, на расстоянии приблизительно 35 километров (по прямой) к северо-востоку от города Семёнова, административного центра городского округа. С севера примыкает к посёлку Сухобезводное.

### Климат
Климат характеризуется как умеренно континентальный, с влажным нежарким летом и холодной снежной зимой. Средняя температура воздуха самого холодного месяца (января) составляет −12,9 °C; самого тёплого месяца (июля) — 18,4 °C. Годовое количество атмосферных осадков — 550—600 мм.

## История
С нач. 1860-х годов до революции 1917 года входила в состав Сухобезводнинского сельского общества Богоявленской волости Семёновского уезда Нижегородской губернии. После революции в деревне возник сельский совет, но с 1922 года он был объединен с Сухобезводнинским сельсоветом. После упразднения в 1924 году Сухобезводнинского сельсовета деревня вошла в состав Озерского сельсовета Богоявленской волости (с 1929 года — Семёновского района). В 1954 году в связи с упразднением Озерского сельсовета была передана в подчинение Сухобезводнинского поссовета, ныне АТО рабочий посёлок Сухобезводное.

## Население
| 2002 | 2002 | 2010 |
| ---- | ---- | ---- |
| 253  | →253 | ↘233 |

### Национальный состав
Согласно результатам переписи 2002 года, в национальной структуре населения русские составляли 99 %.